# Meinisberg
Meinisberg är en ort och kommun i distriktet Biel i kantonen Bern, Schweiz. Kommunen har 1 443 invånare (2023).